# Tarik Divarci
Tarik Divarci (Utrecht, 5 december 1982) is een Nederlands voormalig profvoetballer van Turkse origine die als aanvaller speelde.
In juli 2003 werd toenmalig N.E.C.-jeugdspeler Divarci aan het eerste elftal van N.E.C. toegevoegd door de toenmalige trainer Johan Neeskens. In het voorgaande seizoen was hij met vijftien doelpunten de topscorer van Jong N.E.C. geworden.
Voorafgaand aan het hieropvolgende seizoen speelde hij op proef bij FC Emmen. In de met 9-1 gewonnen oefenwedstrijd tegen het kort daarvoor naar de tweede klasse gepromoveerde C.E.C. was hij topscorer met vier goals. Divarci kreeg echter geen contract aangeboden in Emmen. 
Divisigenoot Stormvogels Telstar deed dit wel. Divarci speelde zijn eerste wedstrijd op 9 november 2004 in de met 0-2 verloren wedstrijd Stormvogels Telstar-FC Dordrecht, waarin hij na 69 minuten inviel voor Leon Kantelberg.
Na dit seizoen verkaste Divarci in augustus 2005 naar Turkije, waar hij tot medio 2010 tekende bij Çaykur Rizespor op het hoogste Turkse niveau. Hij kwam niet aan het spelen toe en werd na een half jaar verhuurd aan Pazarspor. Hij speelde 4 wedstrijden in de Türkiye Futbol Federasyonu 2. Lig voor zijn contract in 2006 op eigen verzoek ontbonden werd.
Vervolgens ging hij verder op amateurbasis, eerst voor SV Huizen en daarna kort voor hoofdklasser Sparta Nijkerk, waarna hij al na enkele maanden op eigen verzoek terugkeerde naar SV Huizen. Van medio 2010 tot het faillissement van de club in maart 2012 kwam Divarci uit voor VV Young Boys.
In januari 2007 werd Divarci eigenaar van een restaurant in Bussum.